# Marc Humet i Palet
Marc Humet i Palet (Badalona, 9 de novembre de 1922 - Madrid, 11 de gener de 2018) fou un jugador d'hoquei sobre patins català de les dècades de 1930 i 1940.

## Trajectòria
Era membre d'una extensa família de germans i cosins vinculats a l'hoquei patins, germà de Jacint Humet. Ingressà a l'infantil del Cerdanyola Club d'Hoquei l'any 1936. Amb el Cerdanyola guanyà el Trofeu Germans Pironti l'any 1941. El 1942 fitxa pel RCD Espanyol, on guanyà dos campionats de Catalunya. Tornà al Cerdanyola entre 1945 i 1948, i aquest darrer any passa novament a les files de l'Espanyol, on en tres temporades guanyà tres campionats de Catalunya i dos d'Espanya. Finalitza la seva etapa com a jugador al Club Hoquei Catalunya. Va jugar alguns partits amistosos amb la selecció espanyola l'any 1947.
L'any 1956 es traslladà a viure a Madrid, i començà una etapa d'entrenador i directiu. Entrenà els equips dels Marianistas i els Pilaristas, fou seleccionador de Castella, i a partir de 1957 esdevé directiu de la federació Centre, i a partir de 1960 de la federació Espanyola, arribant a ésser-ne vicepresident entre 1968 i 1971.

## Palmarès
Cerdanyola CH
- Trofeu Germans Pironti:
  - 1941

RCD Espanyol
- Campionat de Catalunya:
  - 1943, 1944, 1949, 1950, 1951
- Campionat d'Espanya:
  - 1949, 1951